# Schoenus villosus
Schoenus villosus är en halvgräsart som beskrevs av Robert Brown. Schoenus villosus ingår i släktet axagssläktet, och familjen halvgräs. Inga underarter finns listade i Catalogue of Life.